# نینیان اسمارت

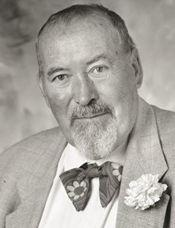
نینیان اسمارت

ردریک نینیان اسمارت (به انگلیسی: Roderick Ninian Smart) (زاده ۶ مه ۱۹۲۷ – درگذشته ۲۹ ژانویه ۲۰۰۱) نویسنده و محقق اسکاتلندی بود. او در رشته تخصصی خود یعنی دین پژوهی پیشگام بود و در سال ۱۹۶۷ برای اولین بار بخش دین پژوهی را در بریتانیا و در دانشگاه لنکستر تأسیس کرد.
او پس از سردبیری سری مستندهای بی‌بی‌سی با عنوان جستجوی طولانی (۱۹۷۷) در فضای غیر آکادمیک هم به شهرت رسید. کتاب او با عنوان ادیان جهان که در سال ۱۹۸۹ چاپ شد به یکی از کتاب‌های پرخواننده بدل گشت.
حمایت‌های او از رشته دین پژوهی کمک شایانی به شکل‌گیری بخش‌های دین پژوهی در دیگر دانشگاه‌های جهان به ویژه در ایالات متحده آمریکا کرد.